# Daws Butler
Charles Dawson Butler, meglio conosciuto come Daws Butler (Toledo, 16 novembre 1916 – Culver City, 18 maggio 1988), è stato un doppiatore statunitense.
Il suo ultimo doppiaggio è stato nel film Yoghi e l'invasione degli orsi spaziali del 1988, a cui gli venne dedicato il film Hanna-Barbera's 50th: A Yabba Dabba Doo Celebration del 1989.

## Ruoli doppiati
- Orso Yoghi
- Braccobaldo
- Ernesto Sparalesto e Babalui
- Svicolone
- Tatino
- Barney Rubble
- Wally Gator
- Mr. Jinks e Dixie Mouse
- Napo Orso Capo
- Fibber Fox
- Ugo Lupo
- Lippy
- Snooper e Blabber
- Lupo de' Lupis
- Peter Potamus
- Reddy
- Toppete
- Poldo Sbaffini